# 松原ダム
松原ダム（まつばらダム）は、大分県日田市、一級河川・筑後川（大山川）の本川上流部に建設されたダムである。

## 概要
国土交通省九州地方整備局が管理を行う国土交通省直轄ダムで、高さ82.0メートルの重力式コンクリートダムである。1953年（昭和28年）6月の昭和28年西日本水害による深刻な被害を契機に、筑後川水系治水基本計画に基づいて上流の下筌ダム（しもうけダム。津江川）と同時に建設された。筑後川の治水、福岡市をはじめとする福岡都市圏への利水、及び、水力発電を目的とした特定多目的ダム。ダム建設に際して起こった「蜂の巣城紛争」は日本最大級のダム反対運動としても知られている。ダムによって形成される人造湖は、地元の特産であるウメにちなんで梅林湖（ばいりんこ）と命名された。

## 沿革
1953年（昭和28年）の昭和28年西日本水害は筑後川水系に未曽有の被害を齎し、敗戦で損害を受けた久留米市等に更に追い討ちを掛けた。これを機に建設省（現・国土交通省）は筑後川水系に多目的ダムを建設して洪水調節を図る「筑後川水系治水基本計画」に着手。この中で筑後川本川の日田郡大山町久世畑地先に「久世畑ダム」を計画したが、町ぐるみの反対にあい断念。現在の地点にダム建設を図った。この際に地元住民への説明不足に端を発した反対運動は「蜂の巣城紛争」として13年間に亘り続いたことは余りにも有名で、その後の公共事業の進め方を根本的に変革した（詳細は下筌ダムの項参照）。ダムは1973年（昭和48年）に完成した。型式は重力式コンクリートダム、高さは83.0m、当初は洪水調節・水力発電を目的としていた。

## 大山川堰
松原ダムの下流には、九州電力の 大山川堰（おおやまかわせき）が設けられている。大山川堰は重力式コンクリート堰で、松原発電所からの放流水を、柳又発電所と女子畑発電所とに分配する役目を果たしている。この堰は一般には大山川ダムと呼ばれることもある。

## 再開発事業と漁業保護
当ダムは、国土交通省筑後川ダム統合管理事務所により直上流の下筌ダムと一体的に管理がなされているが、1977年（昭和52年）より新規利水の取得を目的に「松原・下筌ダム再開発事業」に着手した。河川維持用水と上水道の確保が目的に追加されたが、主眼点は河川維持用水の確保である。
筑後大堰建設の際、福岡県・佐賀県の有明海漁業協同組合との補償交渉の中で、主力であるノリ漁保護のために1980年（昭和55年）11月に「筑後大堰建設事業に関する基本協定書」が締結された。この中でノリ生育期において養殖に重要な栄養塩を補給する為に必要流量の確保が義務付けられ、この用水を確保するために筑後大堰と連携して渇水時にはノリの色落ちを防止するために緊急放流を行い、ノリ養殖の保護を目論んだ。冬季の渇水時には漁協の要請を受けて放流を行っており、ノリ品質確保に威力を発揮している。この他アユ漁や筑後川固有種のエツ漁時、田植え期にも流量確保のために放流を行う。こうして両ダムは治水の他流域・有明海の農漁業保護のために重要な役割を担っている。この再開発事業は松原・下筌ダムの他直下流にある大山川堰も対象となり、流量維持のために改修された。

## 梅林湖

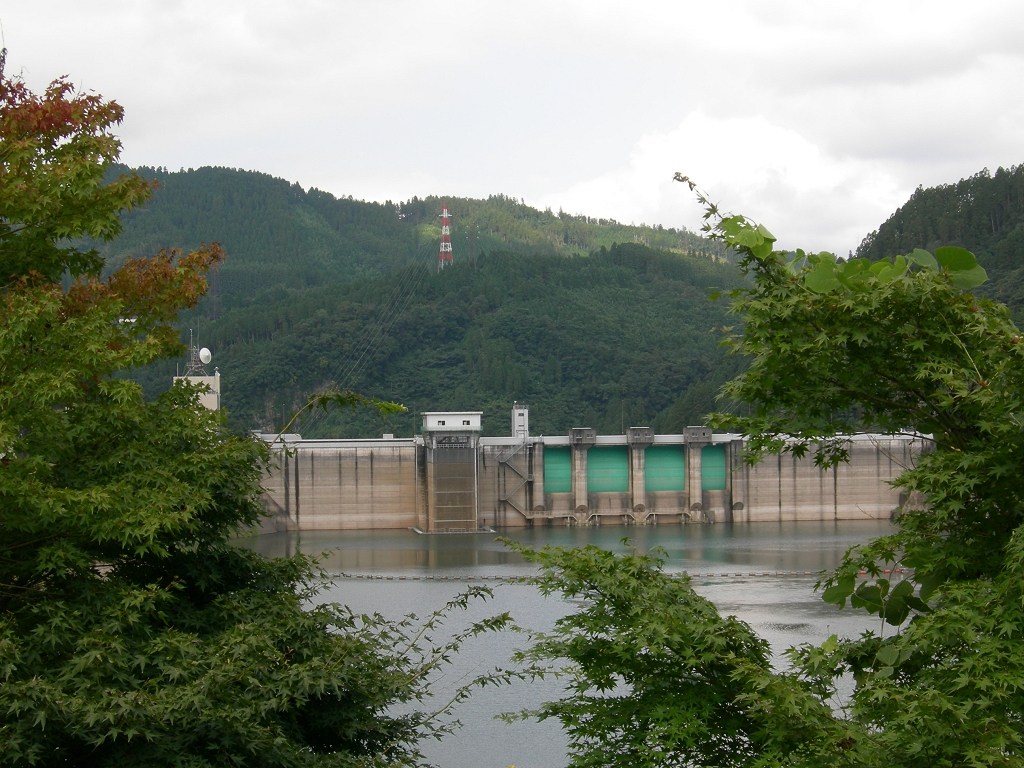
梅林湖

ダム天端には国道212号が通過しており、ダムより南下すると杖立温泉を経て阿蘇山へ至り、日田市と阿蘇市を結ぶ観光ルートとなっている。ダム湖は「梅林湖」と呼ばれるがこれは地元の旧・大山町の特産がウメであることに因んでおり、この地は一村一品運動発祥の地でもある。湖には遊覧船も運航されている。なお、下流で合流する赤石川には現在独立行政法人水資源機構によって大山ダムが建設されている。ダムは重力式コンクリートダムで高さは99.0mの多目的ダムとなっており、2012年（平成24年）に完成した。